# Love, Peace & Money
Love, Peace & Money (en inglés 'amor, paz y dinero') es un álbum recopilatorio del grupo alemán de punk rock Die Toten Hosen. Fue lanzado en 1994 por la multinacional discográfica Virgin Records y contiene básicamente canciones del repertorio de los Toten Hosen traducidas al inglés. Del disco, que alcanzó la posición 25ª en las listas alemanas, se extrajeron dos sencillos: The Return of Alex y Sexual. 
El propósito del álbum era permitir entender las letras a los seguidores no germanohablantes del grupo. Según los Toten Hosen, les inspiró el hecho de que algunos de sus fanes argentinos estuviesen aprendiendo a hablar alemán solamente para entender sus textos.
La idea de la portada está copiada del álbum Reich & sexy, con los músicos desnudos rodeados de mujeres también sin ropa. En esta ocasión, los miembros de Die Toten Hosen aparecen maquillados como orientales y las mujeres como geishas. La instantánea es obra de la fotógrafa alemana Gabriele Oestreich. Los Hosen tuvieron problemas a la hora de encontrar mujeres japonesas dispuestas a desnudarse para la foto, por lo que algunas de las que aparecen son en realidad mujeres occidentales maquiladas.
El disco fue remasterizado y reeditado en 2007 con cinco canciones extra.

## Lista de canciones
Entre paréntesis se indica la canción original que se versiona en inglés:
1. The Return of Alex − 4:29 (Hier kommt Alex)  (música: Meurer / letra: Campino, Dangerfield)
2. Year 2000 − 3:36 (Alles wird gut)  (v. Holst / Campino, Dangerfield)
3. All For The Sake Of Love − 4:31 (Alles aus Liebe)  (Campino / Campino, Honest John Plain)
4. Lovesong − 3:41 (Liebeslied) (Breitkopf / Campino, Plain)
5. Sexual − 4:27    (Plain, v. Holst / Campino, Dangerfield)
6. Diary Of A Lover − 4:03   versión de Johnny Thunders
7. Put Your Money Where Your Mouth Is (Buy Me!) - 3:29  (Kauf MICH!) (Breitkopf / Campino, Plain)
8. Love Is Here − 2:49  (Liebesspieler) (Breitkopf, Campino, v. Holst / Campino, Plain)
9. More & More − 5:14  (Mehr davon)  (v. Holst / Campino, Dangerfield)
10. My Land − 3:55 (Willkommen in Deutschland)  (Breitkopf / Campino, Dangerfield)
11. Wasted Years − 3:19 (All die ganzen Jahre)  (Campino / Campino, Dangerfield)
12. Perfect Criminal − 3:57 (Musterbeispiel)  (v. Holst / Campino, Dangerfield)
13. Love Machine − 3:21   (Plain, Meurer / Campino, Dangerfield)
14. Chaos Bros. − 4:28  (Katastrophenkommando)  (v. Holst / Campino, Plain)
15. Guantanamera − 3:20 pista oculta

### Títulos adicionales en la edición remasterizada de 2007
1. In Control − 3:15 (Breitkopf, von Holst / letra: Campino, T. V. Smith)
2. Stand Up − 3:52 (Steh auf, wenn du am Boden bist)  (v. Holst / Campino, Smith)
3. Dog eat Dog − 3:42 (Friss oder stirb)  (v. Holst / Campino, Smith)
4. We Will be Heroes − 3:41 (Meurer, Campino / Campino, Dangerfield)
5. Wasted Years − 4:45 (en vivo) (Campino / Campino, Dangerfield)